# Riduzione di Birch
La riduzione di Birch è una riduzione organica di un  anello aromatico con sodio e un  alcol in ammoniaca liquida a formare l'1,4-cicloesadiene. La reazione venne riportata dal chimico Arthur John Birch (1915–1995) nel 1944. Questa reazione fornisce un'alternativa all'idrogenazione catalitica, che generalmente riduce completamente l'anello a cicloesano: dopo l'iniziale riduzione a cicloesadiene, la riduzione catalitica dei restanti doppi legami (non aromatici) è molto più facile.
Litio e potassio possono sostituire il sodio; gli alcoli più usati sono etanolo e t-butanolo.
Un esempio è la riduzione del naftalene:

## Meccanismo di riduzione
Una soluzione di sodio in ammoniaca forma un sale elettruro [Na(NH3)x]+ e-, che dà un intenso colore blu alla soluzione. Gli elettroni solvatati si aggiungono all'anello aromatico a dare un radicale anionico. L'alcolo aggiunto fornisce un protone al carbanione. Per molti substrati l'ammoniaca non è abbastanza acida: